# Claire Forgeot
Pour les articles homonymes, voir Forgeot.
Claire Forgeot, née le 16 juillet 1956 à Bayonne, est une peintre française. Elle se consacre également à la sculpture et aux recherches dans le paysage-même, à la frontière entre abstraction et figuration.

## Biographie
Claire Forgeot est née à Bayonne. Elle suit des études à l’École Penninghen de Paris (ESAG), entre 1974 et 1979. Elle commence alors une carrière professionnelle dans l'illustration pour la presse et l’édition et s'inscrit à la Maison des Artistes en 1980. Elle expose ses recherches personnelles à partir de 1982. Depuis 1994 elle abandonne progressivement l'illustration et à partir de 1998 se consacre uniquement à son travail de peintre et plus occasionnellement de sculptrice. 
Le papier est son support préféré et la nature le fil conducteur de toutes ses œuvres, qu'elles soient en deux ou trois dimensions. Son atelier se trouve à Moulins,,,,,.

## Œuvres
Elle a participé à de nombreuses œuvres,,,, dont :
- Et le chat ? de Hélène Tersac, Garnier, 1981
- Le gang des chenilles rouges, un conte de Nicole Maymat, Éditions Ipomée, 1981
- Bobo : tous les bobos et la manière de s'en servir, Garnier, 1982
- Ping Pou l'astronome : un conte  de Pierre Mœssinger, Éditions Ipomée, 1983
- Maco des Grands Bois de Nicole Maymat, Ipomée, 1985
- L'Épopée de Gilgamesh : texte établi d'après les fragments sumériens, babyloniens, assyriens, hittites et hourites ; traduction de l'arabe et adaptation par Abed Azrié, Ipomée, 1986
- Talhuic de Marc de Smedt, Albin Michel jeunesse, 1990
- Le secret du rêve de Jim Poulter, traduction Sylvie Caffarel, bois peints Claire Forgeot. Traduction de The secret of dreaming, Seuil jeunesse, 1995
- Le livre de la lézarde d'Yves Heurté[11], Seuil jeunesse, 1998